# Эдинбургский университет
Эдинбургский университет — государственный университет в столице Шотландии городе Эдинбурге. Шестой по старшинству в Великобритании, открылся в 1583 году. Ему принадлежат многие здания в старой части города. Структурно состоит из трёх колледжей, включающих 20 школ. Член группы «Расселл» и Лиги европейских исследовательских университетов.

## История
Организацией университета в столице Шотландского королевства руководил Роберт Роллок, выпускник Сент-Эндрюса. Хартия об учреждении университета была подписана королём Иаковом VI 14 апреля 1582 г. Это первый в стране университет, открытый без папской буллы.
Расцвет университета пришёлся на век Просвещения, когда из-за большого количества выдающихся гуманитариев Эдинбург прозвали северными Афинами. В 1707 году был основан юридический факультет, в 1708 году — факультет искусств, в 1726 году — медицинский факультет.
С 1953 по 2010 годы канцлером университета был Филипп, герцог Эдинбургский, которого в 2011 г. сменила его дочь Анна.
В 1985 году при факультете психологии в соответствии с завещанием известного британского писателя Артура Кёстлера была открыта Кафедра парапсихологии имени Артура Кёстлера.
В 2001 году при университете открыт Институт исследования науки, технологий и инноваций, который объединяет деятельность в области исследований, преподавания и передачи знаний по социальным и политическим аспектам науки, технологий и инноваций.
В 2002 году в ходе реструктуризации факультеты университета, которых было девять, были преобразованы в три колледжа, а 22 кафедры — в школы.
В 2011 году произошло объединение университета с Эдинбургским колледжем искусств.

## Показатели деятельности
Университет, по данным 2018 года, ежегодно получает около 60 тысяч заявок на поступление, и из-за этого занимает второе место среди всех университетов Великобритании по количеству заявок в год. Университет получает более 200 миллионов фунтов стерлингов с доходов по исследованиям. Он тратит более 26 миллионов фунтов стерлингов на призы, исследования, студенчества и стипендии. Располагает третьим в стране (после Кембриджа и Оксфорда) бюджетом, составляющим приблизительно 317 миллионов фунтов стерлингов.

### Рейтинги
Университет занимает 17 место в мировом рейтинге QS (Quacquarelli Symonds), а обучение по таким направлениям, как искусство и гуманитарные науки, занимает 11 место в рейтинге Times Higher Education 2012-2013 годов. Согласно рейтингам QS 2016—2017 годов, Эдинбургский университет занимает 19 место в мире; согласно тем же рейтингам 2018 года университет занимает 23-е место в мире, а 2023 года - 15-е место в мире.
В американском рейтинге лучших глобальных университетов Эдинбургский университет оценивается как шестой по качеству в Европе. 
Седьмой лучший университет Европы в рейтинге высшего образования «Таймс».
По востребованности выпускников (рейтинг Global Employability University) в 2017 г. университет занял 78-е место среди университетов мира.

## Персоналии
Эдинбургский университет окончили 9 глав государств (в том числе 3 британских премьер-министра) и 23 нобелевских лауреата.

## Библиотека
Одновременно с университетом возникла библиотека, которая имеет очень большую коллекцию с более чем 2,5 миллионами томов. В сентябре 2017 года университет отметил 50-летие главного здания библиотеки на площади Георга.